# Рыков, Евгений Павлович
Евгений Павлович Рыков (1906, Восточно-Казахстанская область — 1941) — советский военный деятель, дивизионный комиссар РККА (1940), участник советско-финской и Великой Отечественной войн.

## Биография

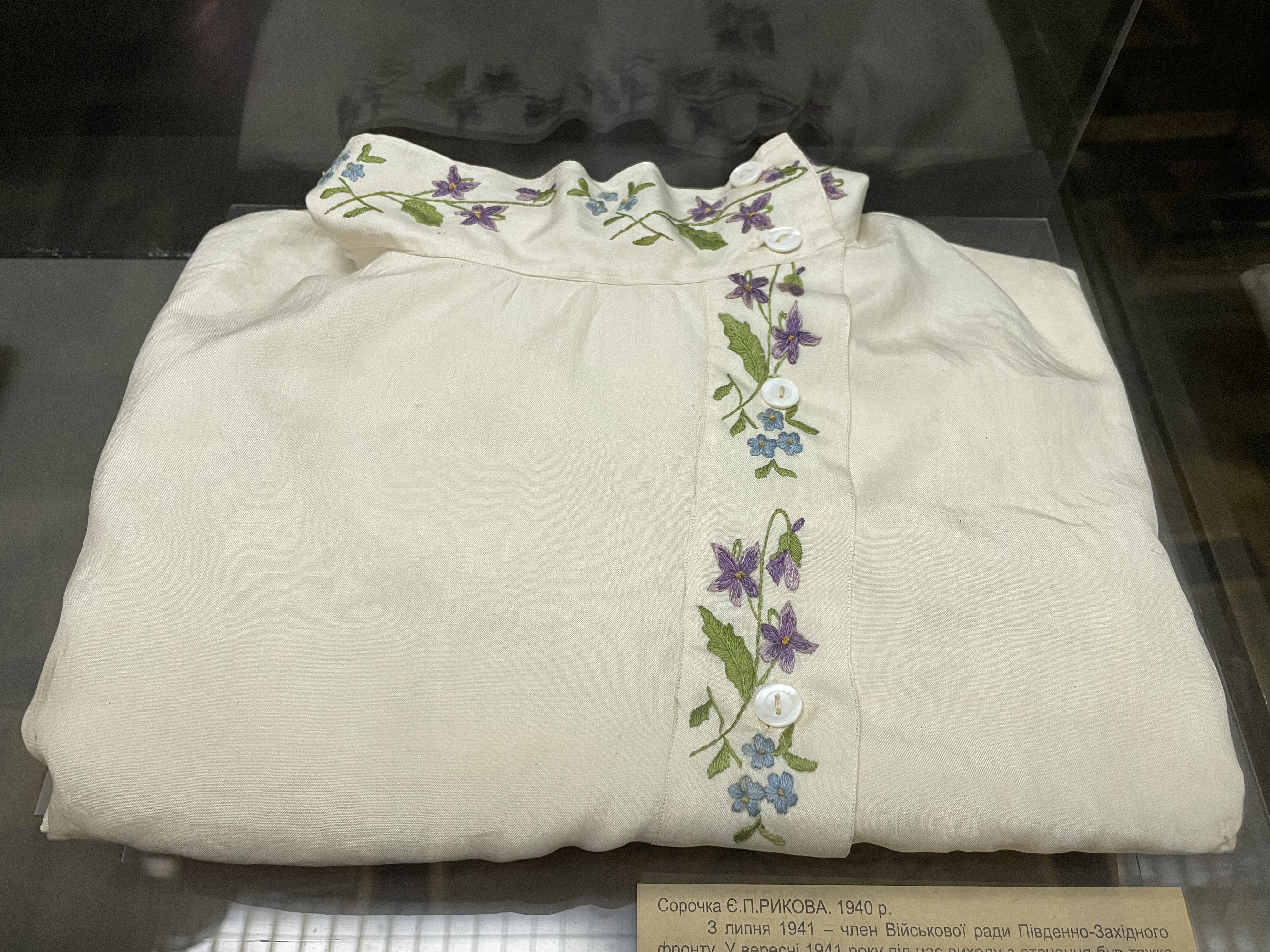
Рубашка Е. П. Рыкова, 1940 г. Национальный музей истории Украины во Второй мировой войне, Киев

Евгений Рыков родился 12.12. 1906 году в селе Алтай Восточно-Казахстанской области. В 1928 году пошёл на службу в Рабоче-крестьянскую Красную Армию. В 1929 году Рыков был назначен секретарём комитета комсомола полка, затем с 1931 года был политруком эскадрона. В 1933—1938 годах был помощником командира эскадрона по политической части 4-го Харьковского Червонного казачества кавалерийского полка, позже инструктор по работе среди членов комсомола 1-й Червонного казачества кавалерийской дивизии. С июня 1938 года занимал должность начальника политотдела 6-го кавалерийского корпуса, с сентября 1939 года — начальника политотдела Белорусской армейской кавалерийской группы. В 1938 году окончил Военно-политическую академию РККА имени Ленина. С ноября 1939 года был членом Военного совета 9-й армии.
Участвовал в советско-финской войне, был награждён орденом Красного Знамени (апрель 1940 года). В 1940 году Рыкову было присвоено звание дивизионного комиссара. В апреле-июне 1940 года находился в распоряжении Политуправления РККА. С июня 1940 года занимал должность члена военного совета Среднеазиатского военного округа.
В начале Великой Отечественной войны Рыков занимал должность члена Военного совета Юго-Западного фронта. 21 сентября 1941 года попал в плен во время боёв под Киевом вместе со штабом Юго-Западного фронта в районе города Лохвицы, был тяжело ранен. Сведения о дальнейшей судьбе расходятся. По одной версии, умер в плену, в концлагере, в ноябре 1941 года. По официальным данным, Рыков был убит немцами сразу в сентябре 1941 года, в штыковой атаке, при прорыве линии фронта, вместе с Кирпоносом и Бурмистенко.

## Память
В 1967 году в честь Е. П. Рыкова названа улица в Киеве. В Семипалатинске, Казахстан, также названа улица, там же средняя школа в селе Катон-Карагай (Алтай) носит имя Е. П. Рыкова. Установлена стела на месте гибели — в урочище Шумейково, Полтавская область, Украина.

## Личная жизнь
Жена Нина Мартиросовна Рыкова, сын — Евгений Евгеньевич Рыков (род. 1942), военный пенсионер.